# Radiicephalus elongatus
Radiicephalus elongatus  (лат.) — вид лучепёрых рыб монотипического рода Radiicephalus в монотипическом семействе радиицефаловых (Radiicephalidae).
Распространены циркумглобально. В восточной части Атлантического океана встречаются от Марокко и Азорских островов до мыса Кейп-Пойнт, южная Африка. В восточной части Тихого океана обнаружены в районе Калифорнийского течения. Обитают в мезо- и батипелагических зонах на глубине более 500 м.

## Описание
Тело длинное, сжато с боков, голое, кроме чешуй вдоль боковой линии. Длинный спинной плавник с 152—160 мягкими лучами протягивается от головы до хвостового плавника. Анальный плавник маленький с 6—7 мягкими лучами. Хвостовой плавник разделён на две лопасти: верхняя лопасть очень маленькая с четырьмя лучами; а нижняя очень тонкая и длинная с 7 лучами, представляет собой так называемую хвостовую нить. У молоди брюшные плавники с 9 лучами, у взрослых особей брюшные плавники редуцируются. Плавательный пузырь есть.
Тело и хвост серебристого цвета, основание спинного плавника тёмное.
Максимальная длина тела 76 см.

## Биология
Один из немногих видов рыб, у которых есть чернильный мешок — орган, характерный только для  головоногих моллюсков. В отличие от последних у R. elongatus протоки чернильного мешка открываются не в прямую кишку, а в клоаку, и уже из неё при опасности «чернила» выводятся в окружающую среду. Чернила тёмно-коричневого цвета. Клоака у R. elongatus находится в передней части тела на расстоянии одной трети длины тела от рыла. В клоаку впадают протоки мочеполовой системы. Клоака не связана с конечным отделом прямой кишки, а заднепроходное отверстие отделено от выходных каналов клоаки.
Поскольку вид очень редок, то данных по его биологии практически нет. Личинки ведут пелагический образ жизни, питаются зоопланктоном. Взрослые особи питаются светящимися анчоусами и эвфаузиевыми.